# 신모리후루이치역
신모리후루이치역(일본어: 新森古市駅, しみずえき)은 일본 오사카부 오사카시 아사히구에 있는 오사카 시영 지하철의 철도역이다. 역번호는 I16이다. 복합 역명이며, 역의 북측은 신모리 4초메, 남쪽은 후루이치 3초메이다.
오사카 환상선(국도 479호선)과 국도 163호선이 교차하는 미도리 1교차점의 서쪽에 위치한다.

## 개요 및 역 구조
섬식 1면 2선의 승강장이 있는 지하역이다. 스크린도어가 설치되어 있으며, 개찰구는 한 군데에만 있다.

### 승강장
| 1 | ■ 이마자토스지 선 | 가모 4초메 · 미도리바시 · 이마자토 방면 |
| 2 | ■ 이마자토스지 선 | 다이시바시이마이치 · 이타카노 방면      |

## 역세권 정보
- 국도 163호선
- 국도 479호선
- 신모리 중앙공원
- 한신 고속 12호선 모리구치 선

## 역사
- 2006년 12월 24일: 영업 개시.

## 인접역
| ■ 오사카 메트로 이마자토스지선 | ■ 오사카 메트로 이마자토스지선 | ■ 오사카 메트로 이마자토스지선   |
| ------------------------------ | ------------------------------ | -------------------------------- |
| I15 시미즈 이타카노 방면       |                                | I17 세키메세이이쿠 이마자토 방면 |